# Episodi di Crush - La storia di Stella
La prima ed unica stagione di Crush - La storia di Stella,serie italiana per ragazzi, composta da 10 episodi, è stata trasmessa dal 13 al 22 novembre 2022 sul canale Rai Gulp.Tutta la serie era gia stata pubblicata su RaiPlay l'11 novembre dello stesso anno.

## Episodi
Tutti gli episodi della serie sono stati resi disponibili online su RaiPlay dall'11 novembre 2022.
| nº | Titolo           | Prima TV         |
| -- | ---------------- | ---------------- |
| 1  | Episodio uno     | 13 novembre 2022 |
| 2  | Episodio due     | 14 novembre 2022 |
| 3  | Episodio tre     | 15 novembre 2022 |
| 4  | Episodio quattro | 16 novembre 2022 |
| 5  | Episodio cinque  | 17 novembre 2022 |
| 6  | Episodio sei     | 18 novembre 2022 |
| 7  | Episodio sette   | 19 novembre 2022 |
| 8  | Episodio otto    | 20 novembre 2022 |
| 9  | Episodio nove    | 21 novembre 2022 |
| 10 | Episodio dieci   | 22 novembre 2022 |